# فروساکول
فروساکول (به سوئدی: Frösakull) یک سکونتگاه مسکونی در سوئد است که در شهر هالمستاد واقع شده‌است.

## خصوصیات
فروساکول ۲٫۰۶ کیلومترمربع مساحت و ۱٬۶۳۵ نفر جمعیت دارد.